# 21ème Siècle
21ème Siècle és una pel·lícula senegalesa de l'any 2004.

## Argument
La ciutat de Dakar creix a un ritme infernal. A tot arreu es construeixen edificis. De tant en tant el soroll ensordidor dels avions pertorba la quietud dels ocells posats a dalt dels edificis; es posen a volar, i tornen a posar-se. L'Àfrica vol desenvolupar-se tant sí com no; no necessitem tancar-nos en immobles, el sol brilla durant la gairebé totalitat de l'any.